# Lijst van voetbalinterlands Soedan - Syrië
Deze lijst van voetbalinterlands is een overzicht van alle officiële voetbalwedstrijden tussen de nationale teams van Soedan en Syrië. De landen hebben tot op heden tien keer tegen elkaar gespeeld. De eerste ontmoeting, een kwalificatiewedstrijd voor het Wereldkampioenschap voetbal 1958, was op 8 maart 1957 in Khartoem. Het laatste duel, een vriendschappelijke wedstrijd, werd gespeeld in Khartoem op 21 april 2004.

## Wedstrijden
| №  | Plaats    | Datum             | Competitie           | Wedstrijd      | Uitslag |
| -- | --------- | ----------------- | -------------------- | -------------- | ------- |
| 1  | Khartoem  | 8 maart 1957      | WK 1958 kwalificatie | Soedan − Syrië | 1 − 0   |
| 2  | Damascus  | 24 mei 1957       | WK 1958 kwalificatie | Syrië − Soedan | 1 − 1   |
| 3  | Caïro     | 22 augustus 1965  | Vriendschappelijk    | Soedan − Syrië | 2 − 0   |
| 4  | Damascus  | 29 september 1974 | Vriendschappelijk    | Syrië − Soedan | 2 − 0   |
| 5  | Tunis     | 28 december 1975  | Palestina Cup 1975   | Soedan − Syrië | 1 − 0   |
| 6  | Damascus  | 25 september 1996 | Vriendschappelijk    | Syrië − Soedan | 1 − 2   |
| 7  | Damascus  | 29 september 1996 | Vriendschappelijk    | Syrië − Soedan | 1 − 0   |
| 8  | Abu Dhabi | 21 oktober 1998   | Vriendschappelijk    | Syrië − Soedan | 3 − 2   |
| 9  | Khartoem  | 19 april 2004     | Vriendschappelijk    | Soedan − Syrië | 1 − 2   |
| 10 | Khartoem  | 21 april 2004     | Vriendschappelijk    | Soedan − Syrië | 0 − 0   |

## Samenvatting
| Competitie        | Totaal gespeeld | Winst Soedan | Gelijk | Winst Syrië | Doelsaldo Soedan – Syrië |
| ----------------- | --------------- | ------------ | ------ | ----------- | ------------------------ |
| WK-kwalificatie   | 2               | 1            | 1      | 0           | 2 − 1                    |
| Palestina Cup     | 1               | 1            | 0      | 0           | 1 − 0                    |
| Vriendschappelijk | 7               | 2            | 1      | 4           | 7 − 9                    |
| Totaal            | 10              | 4            | 2      | 4           | 10 − 10                  |

SFA ·
Bondscoaches ·
Topscorers ·
Soedanees vrouwenelftal
1956 · 
1957 · 
1958 · 
1959 · 
1960 · 
1961 · 
1962 · 
1963 · 
1964 · 
1965 · 
1966 · 
1967 · 
1968 · 
1969 · 
1970 · 
1971 · 
1972 · 
1973 · 
1974 · 
1975 · 
1976 · 
1977 · 
1978 · 
1979 · 
1980 · 
1981 · 
1982 · 
1983 · 
1984 · 
1985 · 
1986 · 
1987 · 
1988 · 
1989 · 
1990 · 
1991 · 
1992 · 
1993 · 
1994 · 
1995 · 
1996 · 
1997 · 
1998 · 
1999 · 
2000 · 
2001 · 
2002 · 
2003 · 
2004 · 
2005 · 
2006 · 
2007 · 
2008 · 
2009 · 
2010 · 
2011 · 
2012 · 
2013 · 
2014 ·
2015 ·
2016 ·
2017 ·
2018 ·
2019 ·
2020 ·
2021
Algerije ·
Angola ·
Bahrein ·
Bangladesh ·
Benin ·
Burkina Faso ·
Burundi ·
Centraal-Afrikaanse Republiek ·
China ·
Congo-Brazzaville ·
Congo-Kinshasa ·
Djibouti ·
Egypte ·
Equatoriaal-Guinea ·
Eritrea ·
Ethiopië ·
Gabon ·
Ghana ·
Guinee ·
Guinee-Bissau ·
Irak ·
Ivoorkust ·
Jemen ·
Jordanië ·
Kameroen ·
Kenia ·
Koeweit ·
Lesotho ·
Libanon ·
Liberia ·
Libië ·
Madagaskar ·
Malawi ·
Mali ·
Marokko ·
Mauritanië ·
Mauritius ·
Mozambique ·
Nieuw-Zeeland ·
Niger ·
Nigeria ·
Oeganda ·
Oman ·
Palestina ·
Qatar ·
Rwanda ·
Saoedi-Arabië ·
Sao Tomé en Principe ·
Senegal ·
Seychellen ·
Sierra Leone ·
Somalië ·
Sri Lanka ·
Swaziland ·
Syrië ·
Tanzania ·
Togo ·
Tsjaad ·
Tunesië ·
Verenigde Arabische Emiraten ·
Zambia ·
Zimbabwe ·
Zuid-Afrika ·
Zuid-Korea ·
Zuid-Soedan
SFA · A-internationals · Syrisch vrouwenelftal
1940 - 1949 · 
1950 - 1959 · 
1960 - 1969 · 
1970 - 1979 · 
1980 - 1989 · 
1990 - 1999 · 
2000 – 2009 · 
2010 – 2019 ·
2020 − 2029
Afghanistan ·
Algerije ·
Australië ·
Bahrein ·
Bangladesh ·
Cambodja ·
China ·
Cyprus ·
Egypte ·
Filipijnen ·
Griekenland ·
Guam ·
Haïti ·
Hongkong ·
India ·
Indonesië ·
Irak ·
Iran ·
Japan ·
Jemen ·
Jordanië ·
Kazachstan ·
Kirgizië ·
Koeweit ·
Laos ·
Libanon ·
Libië ·
Malediven ·
Maleisië ·
Marokko ·
Mauritanië ·
Mauritius ·
Myanmar ·
Nepal ·
Noord-Korea ·
Oezbekistan ·
Oman ·
Pakistan ·
Palestina ·
Qatar ·
Rusland ·
San Marino ·
Saoedi-Arabië ·
Singapore ·
Soedan ·
Sovjet-Unie ·
Sri Lanka ·
Tadzjikistan ·
Taiwan ·
Thailand ·
Tunesië ·
Turkije ·
Turkmenistan ·
Venezuela ·
Verenigde Arabische Emiraten ·
Vietnam ·
Wit-Rusland ·
Zuid-Jemen ·
Zuid-Korea ·
Zweden